# Чигљан (Салаж)
Чигљан (рум. Ciglean) насеље је у Румунији у округу Салаж у општини Креака. Oпштина се налази на надморској висини од 309 m.

## Становништво
Према подацима из 2002. године у насељу је живело 199 становника, од којих су сви румунске националности.